# محمديم
محمديم (بالعبرية:מַחֲמַדִּים) كلمة عبرية وردت كثيراً في أسفار العهد القديم وتُترجم في الترجمات العربية للعهد القديم إلى «مشتهيات».

## النص
النص العبري المقصود في سفر "نشيد الأنشاد"، الإصحاح/5، الآية/16، جاء بالرسم الآتي: חִכּוֹ מַמְתַקִּים וְכֻלּוֹ מַחֲמַדִּים זֶה דוֹדִי וְזֶה רֵעִי בְּנוֹת יְרוּשָׁלִָם׃
وينطق بالعبرية على هذا الوجه: حِكّو مَمتَكِيم فِخُلّو مَحَمَدِيم زِا دودِي فِزِا ريعِي بِنوت يِروشالامِ.
نشيد الأنشاد هو ذاته بالإنجليزية (song of solomon)

## الربط المعنى بالنبي محمد
في العديد من ترجمات العهد القديم، ذكر في سفر نشيد الإنشاد 16 كلمة (محمديم) وتُترجم إلى (مشتهيات)، هذه ترجمات حرفية من الكتاب المقدس للغة العربية: 
- جاء في «الكتاب المقدس» مطبعة الأميركان في بيروت (سنة 1899م) (ص677): «حَلْقُه حلاوة، وكله مشتهيات. هذا حبيبي، وهذا خليلي يا بنات أورشليم».
- وجاء في «الكتاب المقدس» دار الكتاب المقدس في الشرق الأوسط (ص845): «ريقه أعذب ما يكون، وهو شهي كله. هذا حبيبي، هذا رفيقي يا بنات أورشليم».
- وجاء في «الكتاب المقدس» مطبعة المرسلين اليسوعيين في بيروت (1897م) (ص264)،: «حلقه أعذب ما يكون، بل هو بجملته شهي. هذا حبيبي، وهذا خليلي يا بنات أورشليم». وفي (ص1388) من الطبعة الثالثة للترجمة اليسوعية (سنة 1989م): «حلقه كله عذوبة، بل هو شهي بجملته. هذا حبيبي، وهذا خليلي يا بنات أورشليم».
- جاء في «الكتاب المقدس - ترجمة العالم الجديد» (2004م) (ص1050): «فمه هو الحلاوة بعينها. كله شهي. هذا حبيبي، وهذا رفيقي يا بنات أورشليم».

(محمديم) ليست «اسم علم» على أحد، بل هي بمعنى الجمال والاشتهاء، وأنها قد وردت في الكثير من المواضع في أسفار العهد القديم بهذا المعنى أيضا.
يرى البعض أن السياق هنا لا يحتمل إقحام اسم علم بمعنى (محمد) فيه، وسفر نشيد الأنشاد كله غزل بين رجل وامرأة، وتشبه علاقتهما كحب شعب إسرائيل والله، السياق والمعنى اللغوي فيها بعيد كل البعد عن قصد نبي الإسلام محمد 

## النظرة الإسلامية
البشارة بمحمد صلى الله عليه وسلم في الكتب الأولى أمر ثابت يقيناً لدى المعتقد الإسلامي، ففي القرآن الكريم: (الَّذِينَ يَتَّبِعُونَ الرَّسُولَ النَّبِيَّ الْأُمِّيَّ الَّذِي يَجِدُونَهُ مَكْتُوبًا عِنْدَهُمْ فِي التَّوْرَاةِ وَالْإِنْجِيلِ) الأعراف/ 157. لكن يرى بعض علماء المسلمين أنه ليس من الضروري أن تكون عبارة (محمديم) بحد ذاتها دالة على بعثة النبي لعدة أمور:
- ورودها في سياق الغزل.
- أن ثمة دلائل أكبر من هذه العبارة على بشارة الكتب السماوية السابقة بالنبي محمد، وكذلك دلالته على كثير من الأمور التي جاء بها النبي محمد ﷺ.
- دلالة القرآن على ما ورد في الإنجيل على بعثة النبي محمد ﷺ حين قال الله عن عيسى ﴿وَإِذْ قَالَ عِيسَى ابْنُ مَرْيَمَ يَا بَنِي إِسْرَائِيلَ إِنِّي رَسُولُ اللَّهِ إِلَيْكُمْ مُصَدِّقًا لِمَا بَيْنَ يَدَيَّ مِنَ التَّوْرَاةِ وَمُبَشِّرًا بِرَسُولٍ يَأْتِي مِنْ بَعْدِي اسْمُهُ أَحْمَدُ  فَلَمَّا جَاءَهُمْ بِالْبَيِّنَاتِ قَالُوا هَذَا سِحْرٌ مُبِينٌ﴾.[4][5]

وإثبات ذلك لا يحتاج إلى تكلف تأويل بعض الكلمات بما يخالف معاني اللغة العبرية، وبما يخالف السياق الذي وردت فيه، وقد كتب العلماء في ذلك مصنفات خاصة، جمعوا البشارات الواردة في العهد القديم، والعهد الجديد، بل وفي غيرها من كتب الأديان الأخرى. يمكنك مراجعة الكتب:
- «البشارة بنبي الإسلام في التوارة والإنجيل»، للدكتور أحمد حجازي السقا.[6]
- «دراسات في اليهودية والمسيحية وأديان الهند» للدكتور محمد ضياء الرحمن الأعظمي.[7]